# Limonium anfractum
Limonium anfractum är en triftväxtart som först beskrevs av Charles Edgar Salmon, och fick sitt nu gällande namn av Charles Edgar Salmon. Limonium anfractum ingår i släktet rispar, och familjen triftväxter. Inga underarter finns listade i Catalogue of Life.